# Радянсько-японська війна
Радя́нсько-япо́нська війна — війна у серпні—вересні 1945 року між СРСР і Монгольською Народною Республікою з одного боку і Японською імперією, Маньчжурською державою і Менцзян з іншого. Складова Другої світової війни та Війни на Тихому океані. Розпочалася з ініціативи СРСР, що в односторонньому порядку розірвав радянсько-японський пакт про ненапад і 9 серпня, згідно з секретними Ялтинськими домовленостями із США та союзниками, оголосив Японії війну. Радянська армія розгорнула три наступальні операції — Маньчжурську, Південно-Сахалінську та Курильську. Японці сподівалися на радянський нейтралітет навіть після американських ядерних бомбардувань 6 і 8 серпня, тому не були готові до війни з СРСР і не організували належного опору. 15 серпня Японія проголосила про свою капітуляцію у Другій світовій війні. Японські частини у Маньчжурії масово складали зброю, проте на Сахаліні й Курилах чинили опір. Курильський наступ радянських військ тривав до 5 вересня, попри те, що вже 2 вересня Японія підписала акт капітуляції, що офіційно завершив Другу світову війну. В ході радянсько-японської війни СРСР знищив прояпонські Маньчжурську і Монгольську держави, захопив південну частину острова Сахалін та окупував Курильські острови. Японія, Маньчжурія і Внутрішня Монголія втратили убитими і полоненими півтора мільйона вояків. Частина полонених були інтерновані до радянських концентраційних таборів у Сибіру. 1951 року Японія уклала Сан-Франциський мирний договір із США та союзниками, який СРСР відмовився підписати. Радянсько-японська війна закінчилася, проте мирна угода між обома країнами ніколи укладена не була. Через це, юридично, Друга світова так і не закінчилася.

## Підготовка до війни
Небезпека війни СРСР з Японською імперією існувала з другої половини 1930-х років. В 1938 році відбулись зіткнення на озері Хасан, в 1939 році битва на Халхин-Голі на кордоні Монгольської Народної Республіки та Маньчжоу-Го. У 1940 був створений радянський Далекосхідний фронт, що вказувало на реальний ризик початку війни.
Проте загострення ситуації на західних кордонах змусило СРСР шукати компромісу в стосунках з Японською імперією. Остання, своєю чергою прагнула укріпити свої кордони з СРСР. Результатом збігу інтересів двох країн стає підписання 13 квітня 1941 Пакту про нейтралітет, згідно зі ст. 2 якого:
|  | У випадку, якщо одна з договірних сторін виявиться об'єктом військових дій з боку однієї або декількох третіх держав, інша договірна сторона дотримуватиме нейтралітет протягом всього конфлікту. |

В 1941 році країни гітлерівської коаліції, крім Японії, оголосили війну СРСР, а в тому ж році Японія напала на США, почавши війну на Тихому океані.
У лютому 1945 на Ялтинській конференції Сталін дав обіцянку союзникам оголосити війну Японській імперії через 2-3 місяці після закінчення бойових дій в Європі. На Потсдамській конференції в липні 1945 союзники виступили з спільною декларацією, вимагаючи беззастережної капітуляції Японії. В цьому ж році влітку Японська імперія намагалася вести сепаратні мирні переговори з СРСР, але без успіху.
8 серпня 1945 року СРСР одноосібно денонсував Радянсько-японський пакт про нейтралітет та оголосив війну Японській імперії.

## Сили сторін
СРСР
- Головнокомандування СРСР на Далекому Сході

- Забайкальський фронт
- Перший Далекосхідний фронт
- Другий Далекосхідний фронт
- Тихоокеанський флот ВМС СРСР
- Амурська воєнна флотилія

 Японія
- Генеральний штаб Збройних сил Японії.

- Квантунська армія

- 1-й фронт, 3-й фронт,17-й фронт

- 5-й фронт

## Хід війни
Головнокомандувачем радянськими військами при вторгненні в Маньчжурію був Маршал Радянського Союзу О. М. Василевський. Діяли 3 фронти: Забайкальський фронт, Перший Далекосхідний фронт та Другий Далекосхідний фронт (командувачі Р. Я. Малиновський, К. П. Мерецков та М. О. Пуркаєв), загальною чисельністю приблизно в 1,5 мільйона чоловік. Їм протистояла японська Квантунська армія під командуванням генерала Ямади Отозо.
Як наголошується в «Історії Великої Вітчизняної війни»:

| В частинах та з'єднаннях Квантунської армії були абсолютно відсутні автомати, протитанкові рушниці, реактивна артилерія, мало було артилерії РГК та великокаліберної (у піхотних дивізіях та бригадах у складі артилерійських полків та дивізіонів в більшості випадків були 75-мм гармати)[5]. |
Незважаючи на зусилля японців зосередити якомога більше військ на островах власне імперії, а також в Китаї на південь від Маньчжурії, японське командування приділяло увагу і Маньчжурському напряму.
Саме тому до дев'яти піхотних дивізій, що залишалися в Маньчжурії наприкінці 1944 року японці до серпня 1945 розвернули додатково 24 дивізії та 10 бригад.
Правда, для організації нових дивізій та бригад японці змогли використовувати лише ненавчених молодих призовників, які склали більше половини особового складу Квантунської армії. Також в знов створених в Маньчжурії японських дивізіях та бригадах, окрім нечисленності бойового складу, часто була абсолютно відсутня артилерія.
Найзначніші сили Квантунської армії — до десяти піхотних дивізій — дислокувалися на сході Маньчжурії, що межував з радянським Примор'ям, де був розміщений перший Далекосхідний фронт у складі 31 стрілецької дивізії, кавалерійської дивізії, мехкорпуса та 11 танкових бригад.
На півночі Маньчжурії японці тримали одну піхотну дивізію та дві бригади — в той час коли їм протистояв 2-й Далекосхідний фронт у складі 11 стрілецьких дивізій, 4 стрілецьких та 9 танкових бригад.
На заході Маньчжурії японці розташували 6 піхотних дивізій та одну бригаду — проти 33 радянських дивізій, у тому числі двох танкових, двох мехкорпусів, танкового корпусу та шести танкових бригад.
У центральній і південній Маньчжурії японці тримали ще декілька дивізій та бригад, а також дві танкові бригади та всю бойову авіацію.
Слід зауважити, що танки та літаки японської армії в 1945 році по критеріях того часу інакше як застарілими назвати не можна. Вони приблизно відповідали радянській танковій та авіатехніці 1939 років. Це відноситься і до японських протитанкових гармат, що мали калібр 37 та 47 міліметрів, — тобто придатних для боротьби лише з легкими радянськими танками.
Вранці 9 серпня 1945 року радянські війська почали бойові дії.
Враховуючи досвід війни з німцями, укріплені райони японців обходили рухомими частинами та блокувалися піхотою.

Переможені японські солдати здають свою зброю

З Монголії в центр Маньчжурії наступала 6-та гвардійська танкова армія генерала Кравченка. 11 серпня техніка армії зупинилася через відсутність палива, але був використаний досвід німецьких танкових частин — доставка пального танкам транспортними літаками. У результаті до 17 серпня 6-та гвардійська танкова армія просунулася на декілька сотень кілометрів — і до столиці Маньчжурії міста Чанчунь залишалося близько ста п'ятдесяти кілометрів.
Перший Далекосхідний фронт до того часу зломив опір японців на сході Маньчжурії, зайнявши найбільше місто в тому регіоні — Муданьцзянь.
В ряді районів радянським військам довелося долати запеклий опір противника. У смузі 5-ї армії з особою наполегливістю трималася оборона японців в районі Муданьцзяна. Були випадки наполегливого опору японських військ в смугах Забайкальського та 2-го Далекосхідного фронтів. Японська армія робила і неодноразові контратаки.
17 серпня 1945 у Мукдені радянські війська взяли в полон імператора Маньчжоу-Го Пу І (раніше — останній імператор Китаю).
14 серпня японське командування звернулося із пропозицією про перемир'я. Але військові дії з японського боку не припинялися. Лише через три дні Квантунська армія отримала наказ свого командування про капітуляцію, яка почалася 20 серпня. Але і він не відразу до всіх дійшов, а подекуди японці діяли і всупереч наказу.
18 серпня була почата висадка десанту на найпівнічніший з Курильських островів. Цього ж дня головнокомандувач радянськими військами на Далекому Сході віддав наказ про окупацію японського острова Хоккайдо силами двох стрілецьких дивізій. Ця висадка не була здійснена через затримку просування радянських військ в Південному Сахаліні, а потім відкладена до вказівок Ставки.

Кладовище мучеників Радянської Червоної Армії, побудоване в Маньчжурії після Маньчжурської операції

Радянські війська зайняли південну частину Сахаліну, Курильські острови, Маньчжурію та частину Кореї. Основні бойові дії на континенті велися ще 12 днів, по 20 серпня. Проте окремі бої продовжувалися аж до 10 вересня, що став днем повної капітуляції Квантунської армії. Бойові дії на островах повністю закінчилися 2 вересня.
Акт про капітуляцію Японії був підписаний 2 вересня 1945 року на борту лінкора Міссурі в Токійській затоці. Від радянської сторони акт підписав генерал-лейтенант Кузьма Миколайович Дерев'янко.

## Підсумки війни
В результаті війни СРСР анексував території Південного Сахаліну, Квантун з містами Порт-Артур та Далянь, а також Курильські острови, які втратила Російська імперія ще за часів російсько-японської війни. Японія фактично визнала ці втрати згідно договору 1956 р. Тим не менш, уряд СРСР пішов на поступки:
При этом Союз Советских Социалистических Республик, идя навстречу пожеланиям Японии и учитывая интересы японского государства, соглашается на передачу Японии островов Хабомаи и острова Сикотан с тем, однако, что фактическая передача этих островов Японии будет произведена после заключения Мирного договора между Союзом Советских Социалистических Республик и Японией.

## Герої Радянського Союзу
Близько ста чоловік, за участь у розгромі Квантунської армії, отримали звання Героя Радянського Союзу. Серед них:
| - Антонов Неон Васильович - Бабіков Макар Андрійович - Бадмаєв Еренцен Лиджієвич | - Байрамдурдиєв Таган - Балдинов Ілля Васильович - Баляєв Яків Іларіонович | - Балякін Леонід Миколайович - Бараболько Михайло Петрович - Юдін Сергій Тимофійович |